# Yulin (köpinghuvudort i Kina, Heilongjiang Sheng, lat 46,11, long 126,28)
Yulin (kinesiska: 榆林, 榆林镇) är en köpinghuvudort i Kina. Den ligger i provinsen Heilongjiang, i den nordöstra delen av landet, omkring 49 kilometer nordväst om provinshuvudstaden Harbin. Antalet invånare är 34 266. Befolkningen består av 17 554 kvinnor och 16 712 män. Barn under 15 år utgör 15,0 %, vuxna 15-64 år 77 %, och äldre över 65 år 7,0 %.
Runt Yulin är det ganska tätbefolkat, med 239 invånare per kvadratkilometer. Närmaste större samhälle är Lanxi, 16,4 km norr om Yulin. Trakten runt Yulin består till största delen av jordbruksmark.
Genomsnittlig årsnederbörd är 753 millimeter. Den regnigaste månaden är juli, med i genomsnitt 195 mm nederbörd, och den torraste är januari, med 7 mm nederbörd.